# Präsidialkommission von Uganda
Bei der ugandischen Präsidialkommission handelte es sich um einen dreiköpfigen „Staatsrat“, der vom 22. Mai 1980 bis zum 15. Dezember 1980 als Nachfolger von Paulo Muwanga das Amt eines Staatspräsidenten ausübte. Die Präsidialkommission bestand aus den Richtern Saulo Musoke, Polycarp Nyamuchoncho und Yoweri Hunter Wacha-Olwol. Nachfolger der Präsidialkommission wurde am 17. Dezember 1980 der frühere Präsident Milton Obote.